# Franz Xaver Murschhauser
Franz Xaver Murschhauser (Saverne, Alsàcia, 1 de juliol de 1663 - Múnic, Baviera, 6 de gener de 1738) fou un compositor i organista alemany.
Fou deixeble de Kerll, i poc temps després se l'anomenà mestre de capella de la Frauenkirsche.
Se li deuen:
- Octitonum novum organum, (1696).

Obres per a orgue:
- Vespertinum latriae et hyperdulice cultum, (1700).
- Prototypon longo breve organicum, (1707).
- Fundamentalische Anleitung sowohl zur igural-als-Choralmusik, (1707).
- Opus organicum tripartitum , (1712-1714).

A més, deixà una obra teòrica: Academia musica poetica bipartita oder Hohe Schule der Komposition (1721).